# Tranzschelia discolor
Tranzschelia discolor är en svampart som först beskrevs av Karl Wilhelm Gottlieb Leopold Fuckel, och fick sitt nu gällande namn av Tranzschel & M.A. Litv. 1939. Tranzschelia discolor ingår i släktet Tranzschelia och familjen Uropyxidaceae.   Inga underarter finns listade i Catalogue of Life.

## Bildgalleri

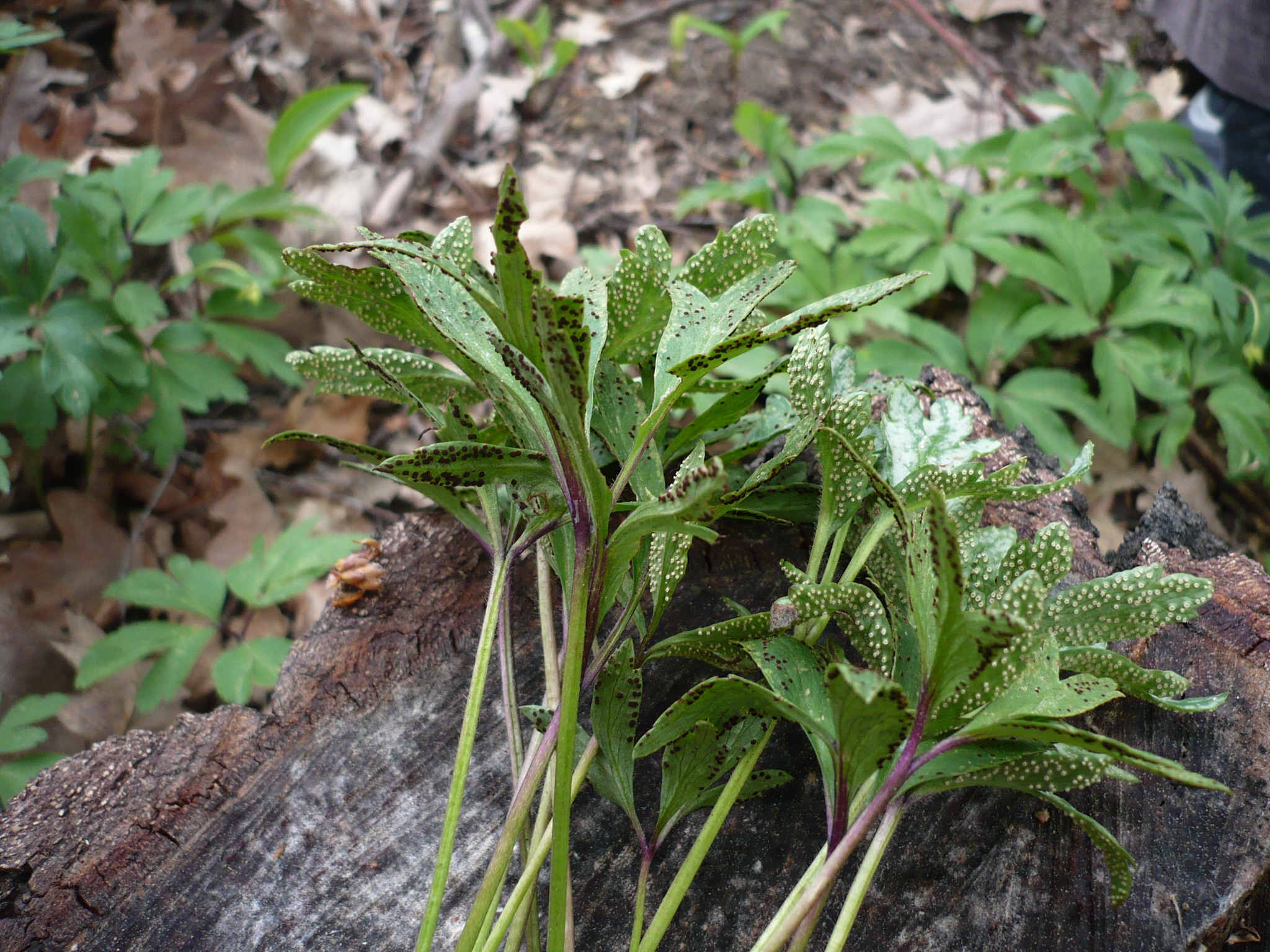